# SloMo
SloMo (englisch für Zeitlupe) ist ein Popsong mit englisch- und spanischsprachigem Text, der von der kubanisch-spanischen Sängerin Chanel Terrero interpretiert wurde. Mit dem Titel gewann sie das Benidorm Fest 2022 und vertrat Spanien beim Eurovision Song Contest 2022 in Turin.

## Hintergrund
Am 10. Dezember 2021 gab der spanische Rundfunk RTVE die am kommenden Benidorm Fest teilnehmenden Künstler bekannt, unter denen auch Chanel verzeichnet war. Am 21. Dezember wurde verkündet, dass sie den Titel SloMo singen werde. Am 13. Januar 2022 teilte der Ausrichter mit, dass Chanel im ersten Halbfinale am 27. Januar als letzte von sieben Teilnehmern auftreten werde. Dieses gewann sie mit 110 Punkten, wobei sie 55 Punkte von der Jury, 30 Punkte des demoskopischen Panels und 30 durch die Zuschauer erhielt. Das Finale, welches am 30. Januar stattfand, konnte Chanel für sich entscheiden und gewann somit die Vorentscheidung. Erneut wurde die Höchstpunktzahl der Jury an Chanel vergeben, jedoch landete sie bei der demoskopischen Jury auf Platz zwei und mit deutlichem Abstand hinter dem erstplatzierten Teilnehmer in der Zuschauerabstimmung auf Platz drei (3,97 % der Anrufe und SMS).
Der Titel wurde von einem Team, bestehend aus Leroy Sánchez, Keith Harris, Ibere Fortes, Maggie Szabo und Arjen Thonen geschrieben. Produziert wurde SloMo von Harris und Guardian of the Frequencies. Der Begleitgesang stammt von Sánchez und Terrero selbst.
Monate nach dem Sieg erklärte im März 2022 erklärte der Produzent Arjen Thonen, dass der Titel ursprünglich für Jennifer Lopez geschrieben worden sei. Der Schlagzeuger Keith Harris, der den Titel mitgeschrieben hatte, bat sein Team, einen passenden Song für die Sängerin zu schreiben. Jedoch habe das Management von Jennifer Lopez keine Antwort gegeben, nachdem ihm eine erste Demoversion gesendet worden sei. Erst danach sei Thonen vom spanischen Rundfunk um eine Einsendung für das kommende Benidorm Fest gebeten worden. Daraufhin habe er SloMo zum Wettbewerb eingereicht.
Ursprünglich sollte das Lied nicht von Chanel, sondern von der Sängerin Ana Guerra aufgeführt werden, diese lehnte den Vorschlag zur Aufführung jedoch ab.

## Inhaltliches
Die Up-Tempo-Nummer enthält laut der Interpretin Einflüsse aus und Latin Pop. Das Lied ist englisch- und spanischsprachig.

## Veröffentlichung
Der Titel wurde am 24. Dezember 2021 als Musikstream veröffentlicht. Es ist die erste kommerzielle Veröffentlichung von Chanel Terrero. Ein Musikvideo erschien am 15. März und wurde unter der Leitung von Pawla Casanovas gedreht.

## Rezeption

### Nachwirkung des Sieges beim Benidorm Fest
Marcos Méndez von ElDiario.es schrieb, dass keine spanische Vorentscheidung eine derartige Medienaufmerksamkeit auf sich gezogen habe und sprach von drei Tagen „Streit, Lärm, Verschwörungen und Begehrlichkeiten“. Der Gewerkschaftsbund Spaniens (Comisiones Obreras) forderte eine Annullierung des Ergebnisses, sollten eventuelle Interessenskonflikte zwischen der Siegerin, der Jury sowie der Choreografin Miryam Benedicted nicht überzeugend ausgeräumt werden können. Weiterhin müsste der Siegertitel dahingehend überprüft werden, ob der nicht-spanischsprachige Anteil des Textes im Lied zu hoch sei.
Galicia en Común, ein Verband innerhalb der Koalition Unidos Podemos, kündigte an, das Ergebnis der Vorentscheidung beim RTVE-Rundfunkrat im Congreso de los Diputados zum Thema zu machen und forderte, dass der Rat „absolute Transparenz“ garantieren müsse.

### Musikalische Kritik
Carlos Marcos von El País bezeichnete SloMo als ein „Lied aus dem Labor“ und schrieb, dass sich der Titel nicht stark genug von früheren spanischen Grand-Prix-Beiträgen unterscheide. Die Journalistin Mariola Cubells von Cadena SER kritisierte den Text und fragte, welche Reaktionen er hervorrufen würde, wenn ein Mann ihn aus seiner Sicht singen würde. Juanma Fernández, Redakteur des Heraldo de Aragón, erwiderte in einer Debatte auf LaSexta, der Titel sei feministisch inspiriert.
Loola Pérez von El Mundo kommentierte, dass der Text des Liedes einfach und eingängig sei und die Sängerin sich an Künstlerinnen wie Jennifer Lopez, Eleni Foureira und Shakira orientiere. Pérez interpretiert den Text dahingehend, dass die Botschaft vermittelt werden solle, sich nicht für seine Sexualität zu schämen, ungeachtet fremder Blicke. Chanels Haltung stimme mit den Botschaften überein, die vom Feminismus lanciert würden.

### Kommerzieller Erfolg
Der Titel stieg in der Woche nach dem Sieg auf Platz 2 der Spotify-Liste der viralen Hits auf.

## Beim Eurovision Song Contest
Chanel trat mit SloMo beim Eurovision Song Contest 2022 an. Da Spanien zu den sogenannten „Big Five“ gehört, trat das Land direkt im Finale an, das am 14. Mai stattfand. Spanien erreichte sowohl beim Publikum als auch bei den Jurys den dritten Platz und platzierte sich folglich mit 459 Punkten auf Platz drei.

## Kommerzieller Erfolg

### Chartplatzierungen
| ChartsChartplatzierungen     | Höchstplatzierung | Wochen |
| ---------------------------- | ----------------- | ------ |
| Schweiz (IFPI)               | 65 (1 Wo.)        | 1      |
| Spanien (Promusicae)         | 1 (34 Wo.)        | 34     |
| Vereinigtes Königreich (OCC) | 56 (1 Wo.)        | 1      |

### Auszeichnungen für Musikverkäufe
| Land/Region          | Auszeichnungen für Musikverkäufe (Land/Region, Auszeichnung, Verkäufe) | Verkäufe |
| -------------------- | ---------------------------------------------------------------------- | -------- |
| Spanien (Promusicae) | 4× Platin                                                              | 240.000  |
| Insgesamt            | 4× Platin ·                                                            | 240.000  |